# Дансо, Мамаду
Мамаду «Футти» Дансо (англ. Mamadou "Futty" Danso, 27 апреля 1983, Серекунда, Гамбия) — гамбийский футболист, защитник.

## Карьера

### Клубная
Дансо начал серьёзно заниматься футболом в США, где проходил обучение в университете.
17 февраля 2009 года Дансо был приобретён клубом MLS «Ди Си Юнайтед» через так называемый процесс отказа от претензий, однако контракт с игроком клуб так и не заключил.
21 апреля 2009 года Дансо подписал контракт с клубом Первого дивизиона ЮСЛ «Портленд Тимберс» на сезон 2009. Его профессиональный дебют состоялся 25 апреля 2009 года в матче против «Ванкувер Уайткэпс», в котором он вышел на замену перед финальным свистком. 24 мая 2009 года в матче против «Пуэрто-Рико Айлендерс» забил свой первый гол в профессиональной карьере.
После того как «Портленд Тимберс» стал франшизой MLS, 15 декабря 2010 года клуб переподписал Дансо. В высшей лиге он дебютировал 14 апреля 2011 года в матче против «Чикаго Файр». 6 мая 2011 года в матче против «Филадельфия Юнион» забил свой первый гол в MLS. В «Тимберс» Дансо выступал в центре обороны вместе с другим уроженцем Гамбии Па-Моду Ка, и их связку прозвали «Великой гамбийской стеной».
2 июня 2014 года Дансо был обменян в «Монреаль Импакт» на пик второго раунда супердрафта MLS 2015. За канадский клуб дебютировал 27 июля 2014 года в матче против своего бывшего клуба «Портленд Тимберс». По окончании сезона 2014 контракт Дансо с «Монреаль Импакт» истёк.
5 марта 2015 года Дансо подписал контракт с клубом Североамериканской футбольной лиги «Каролина Рэйлхокс» на сезон 2015.
24 марта 2016 года присоединился к новичку NASL «Райо ОКС».
В январе 2017 года подписал контракт с клубом чемпионата Малайзии «Келантан».
15 марта 2018 года вернулся в клуб «Норт Каролина», бывший «Каролина Рэйлхокс».
В июне 2018 года вновь отправился в Суперлигу Малайзии, перейдя в клуб «ЮиТМ».
14 августа 2020 года вернулся в систему «Портленд Тимберс», подписав контракт с его фарм-клубом в Чемпионшипе ЮСЛ «Портленд Тимберс 2». По окончании сезона 2020 материнский клуб расформировал «Портленд Тимберс 2».

### В сборной
Впервые в сборную Гамбии Мамаду Дансо был вызван в 2010 году. В марте 2011 года он дебютировал в её составе в гостевом товарищеском матче против Экваториальной Гвинеи, в котором его национальная команда потерпела поражение со счётом 0:1. С тех пор он стал регулярно привлекаться в расположение своей сборной.

## Достижения
- Обладатель Кубка комиссионера Первого дивизиона ЮСЛ (1): 2009.